# Solfrid Koanda
Solfrid Eila Amena Koanda, née le 13 novembre 1998 en Finlande, est une haltérophile finlando-norvégienne. Championne olympique, elle remporte la médaille d'or dans l'épreuve féminine d'haltérophilie des moins de 81 kg aux Jeux olympiques d'été de 2024 à Paris, où elle établit également des records olympiques à l'épaulé-jeté et au total.
Elle est championne du monde et triple championne d'Europe. Elle remporte la médaille d'or dans l'épreuve féminine des moins de 87 kg aux Championnats du monde de 2022, la médaille de bronze dans l'épreuve féminine des moins de 87 kg aux Championnats du monde de 2021 et des médailles d'or consécutives aux Championnats d'Europe de 2022, 2023 et de 2024,,,.

## Biographie

### Vie personnelle
Solfrid Koanda naît en Finlande d'une mère finlandaise originaire d'Oulu et d'un père ivoirien. Lorsqu'elle a neuf ans, la famille déménage à Grimstad, en Norvège. Elle est placée en famille d'accueil de 15 à 18 ans. C'est à cette époque qu'elle commence à pratiquer le CrossFit. Elle possède également la nationalité finlandaise.
Elle travaillé comme électricienne avant de devenir une athlète à plein temps vers la fin de l'année 2022,. Elle vit à Arendal et représente le club d'haltérophilie Kvadraturen.

### Carrière
Elle commence l'haltérophilie en 2020 et fait ses débuts aux Championnats de Norvège la même année dans la catégorie des moins de 87 kg, où elle se classe deuxième et établit un nouveau record national à l'épaulé-jeté. En février 2021, elle établit de nouveaux records norvégiens dans la catégorie des moins 87 kg avec 96 kg à l'arraché, 125 kg à l'épaulé-jeté et un total de 221 kg lors d'une compétition à Lillesand. Elle fait ses débuts en championnat international lors des Championnats d'Europe d'haltérophilie 2021, où elle remporte la médaille de bronze à l'épaulé-jeté dans l'épreuve féminine des moins de 87 kg, établissant un nouveau record nordique de 135 kg, et se classe cinquième au total,. Lors des Championnats d'Europe d'haltérophilie juniors et U23 de 2021 à Rovaniemi, elle remporte la médaille d'or dans l'épreuve des + de 87 kg. Elle remporté la médaille d'or à l'épaulé-jeté et la médaille de bronze au total dans l'épreuve des 87 kg lors des Championnats du monde d'haltérophilie 2021.
En 2022, elle remporte les médailles d'or à l'arraché, à l'épaulé-jeté et au total dans les épreuves de 87 kg aux Championnats d'Europe de Tirana et aux Championnats du monde de Bogota, devenant ainsi la première femme norvégienne championne du monde d'haltérophilie de l'histoire,,. Elle conserve son titre dans l'épreuve des 87 kg lors des Championnats d'Europe 2023 à Erevan et remporte la médaille d'or à l'épaulé-jeté lors des Championnats du monde 2023 à Riyad,. Elle remporte les médailles d'or européennes à l'arraché, à l'épaulé-jeté et au total pour la troisième fois consécutive lors des Championnats d'Europe 2024 à Sofia.
Elle remporte la médaille d'or dans l'épreuve féminine d'haltérophilie des moins de 81 kg aux Jeux olympiques d'été de 2024 à Paris, où elle établit également de nouveaux records olympiques à l'épaulé-jeté avec 154 kg et au total avec 275 kg, en plus de devenir la première Norvégienne médaillée d'or olympique en haltérophilie depuis 1972 et la première Norvégienne à remporter une médaille d'or olympique individuelle depuis 2004,.